# Три летња дана
Три летња дана је југословенски филм из 1997. године који је режирала Мирјана Вукомановић. Сценарио за филм је написао Гордан Михић.
Филм је премијерно приказан 1. јануара 1997. године. Био је југословенски кандидат за Оскара, за најбољи филм ван енглеског говорног подручја за 1997. годину, а добио је и многе друге награде и признања.

## Радња
Три летња дана у Београду током 1995. године. Атмосфера у граду одражава тада актуелна збивања на просторима претходне Југославије.
Филм је трагикомична емотивна прича о двојици бивших бораца из Босне (Срђан Тодоровић) и Хрватске (Славко Штимац) који након ратова и распада Југославије преживљавају у Београду радећи слабо плаћене послове и сналазећи се на све могуће начине. Филм је слика распада друштва у коме некада узорни грађани из средње класе постају бескућници, криминалци стичу новац и позиције у друштву, а пионирке постају наркоманке и једино уз помоћ проституције могу да преживе.
Цела филозофија данашњице садржана је у једној јединој реченици коју главни јунак изговара на крају: "овај мир нико није овако замишљао, у рату се макар знало тко на кога пуца".

## Улоге
| Глумац             | Улога          |
| ------------------ | -------------- |
| Мирјана Јоковић    | Соња           |
| Славко Штимац      | Сергије        |
| Срђан Тодоровић    | Никола         |
| Милена Дравић      | Каја           |
| Петар Краљ         | Димитрије      |
| Мирјана Карановић  | газдарица      |
| Петар Божовић      | Ерке           |
| Ненад Јездић       | Ћора           |
| Лука Дејановић     | Јаша           |
| Анђелка Вулић      | Јездимирка     |
| Предраг Лаковић    | Сима           |
| Иван Зарић         | Дизелаш        |
| Драган Вујић       | Новинар        |
| Бранислав Зеремски | Гане           |
| Наташа Медић       | продавачица    |
| Слободан Нинковић  | мали           |
| Славко Симић       | пензионер      |
| Бранко Балетић     | возач аутобуса |
| Марко Баћовић      | медицинар      |
| Љубомир Ћипранић   | медицинар      |
| Братислав Грбић    |                |

Каскадер
- Драгомир Станојевић

## Награде и признања
Филм "Три летња дана" је добио следеће награде:
- Југословенски кандидат за награду „Оскар“, 1997.
- Grand Prix, Југословенски филмски фестивал, Херцег Нови, 1997.
- FIPRESCI, Награда критике, Југословенски филмски фестивал, Херцег Нови, 1997.
- Grand Prix за најбољи филм, Фестивал европског филма „Панорама“, Атина, 1997.
- FIPRESCI за најбољи филм, Фестивал источноевропског филма Котбус (Кошебуз), Немачка, 1997.
- Награда за најбољу женску улогу (Мирјана Јоковић), Фестивал источноевропског филма Котбус, 1997.
- Grand Prix за најбољи филм, Интернационални филмски фестивал, Бања Лука, 1997.
- „Сребрни витез“, Фестивал словенских и православних земаља, Русија, 1997.
- FIPRESCI, Награда критике за најбољи сценарио (Гордан Михић), Фестивал филмског сценарија, Врњачка Бања, 1997.
- „Царица Теодора“ за најбољу женску улогу (Мирјана Јоковић), Фестивал глумачких остварења, Ниш, 1997.
- Grand Prix, Мојковац, 1997.
- Најбоља женска улога (Мирјана Јоковић), Мојковац, 1997.
- Најбоља мушка улога (Петар Краљ), Мојковац, 1997.